# لا کراس اونالاسکا
لا کراس اونالاسکا (به انگلیسی: La Crosse–Onalaska) یک منطقهٔ مسکونی در ایالات متحده آمریکا است. لا کراس اونالاسکا ۱۰۰٬۸۶۸ نفر جمعیت دارد.